# سازوی شوره‌زار
سازوی شوره‌زار، سازوی شور (نام علمی: Juncus gerardii) نام یک گونه از سرده سازو است.